# Quarto poder
O quarto poder trata-se de uma expressão utilizada para declarar que o jornalismo e os meios de comunicação de massa podem exercer determinada influência sobre a sociedade. O termo é assim chamado porque tem como referência os Três Poderes do Estado Democrático que regem a sociedade (Legislativo, Executivo, Judiciário). O termo é utilizado quando se pretende discutir em como a imprensa atua na sociedade no enquadramento de notícias que são levadas a conhecimento público, incluindo a agenda política sobre debates, eleições, atos legais ou ilegais que acontecem na sociedade. Existem várias discussões dispostas em pesquisas acadêmicas sobre como a influência da grande mídia pode afetar as decisões sociais, a opinião pública, a agenda comunicativa e quais notícias chegam à população.

## Definições conceituais
Há pelo menos três definições conceituais que atribuem à imprensa (mídia) a função de quarto poder. Dentre as definições mais utilizadas estão: o Fourth Estate, o Fourth Branch e o Poder Moderador.

### Fourth estate(ou contrapoder)
Foi originado na tradição liberal britânica e influenciado pelo pensamento político inglês do século XIX, sendo ainda difundido principalmente pelos autores Thomas B. Macaulay e Thomas Carlyle. Neste conceito de quarto poder, o papel da imprensa está em servir de guardião dos propósitos dos cidadãos contra os abusos de poder. Para cumprir esse papel, é necessário que a imprensa adote uma postura independente em relação aos grupos dominantes. A concepção de Estado utilizada no conceito de Fourth Estate refere-se à organização social do Feudalismo em torno de Três Estados. O Primeiro Estado correspondia ao Clero, o Segundo Estado à Nobreza e o Terceiro Estado aos Comuns. O Primeiro e o Segundo Estados se representavam na Casa dos Lordes, enquanto o Terceiro Estado se representava na Casa dos Comuns. Assim, definir a imprensa como um quarto Estado significava atribuir-lhe o papel de "representante dos interesses da sociedade como um todo, para além dos que se faziam representar no Parlamento." É também nesta definição que podemos encontrar o conceito de Cão de Guarda (ou watchdog) um de seus principais prolongamentos.

### Fourth branch(ou o equilíbrio entre os poderes)
Sua origem está relacionada à divisão de poderes do governo, como apresentado por Montesquieu: "De acordo com ele, para evitar o abuso de poder, é preciso que 'o poder freie o poder". Desenvolvido de forma particular nos Estados Unidos, este conceito sugere a divisão de poderes em: Legislativo (criação de leis), Executivo (administração de negócios do governo) e Judiciário (julgamento e punição). Mas seu propósito fundamental está na construção de três poderes independentes, onde os três têm o direito constitucional de fiscalizar os outros. Além disso, para que liberdade política seja plenamente desenvolvida é preciso que cada um dos poderes sejam exercidos por agentes diferentes. A imprensa tem caráter meramente informativo. De outra forma e se não tiver um órgão controlador, passará a manipular informações em benefício próprio ou com objetivo de disseminar ideologias através das mensagens sub-liminares.

### Poder moderador (ou o superpoder)
Assim como acontece no conceito anterior, o Poder Moderador também é influenciado pela divisão de poderes, e tem como uma de suas principais referências, o filósofo Benjamin Constant. Para Constant, a solução para o dilema político vivido em sua época estava na criação de um quarto poder neutro (Poder Moderador ou Real) e na monarquia constitucional como regime do governo. Seu pensamento então foi referência para a primeira constituição brasileira, de 1824, mas em 1889, a implantação do regime republicano trouxe o "fim da existência legal do Poder Moderador". O conceito de Poder Moderador concebe a imprensa como a responsável por arbitrar os conflitos entre os três poderes e também por defender o interesse público. Para o professor Afonso de Albuquerque, atualmente, "o jornalismo brasileiro não opera de fato como um Poder Moderador, mas é o papel que se propõe a desempenhar. Este busca legitimar seu papel político por referência a modelos estrangeiros e reivindica sua autonomia e liberdade de imprensa." Desse modo, a imprensa brasileira trataria suas questões políticas de modo ativo, e intervindo de forma arbitrária na política do país, assumindo para si um papel de solucionar as causas de interesse do bem comum. Essa característica rompe com o modelo basilar de jornalismo independente dos Estados Unidos que o Brasil procura incorporar. Enquanto a imprensa americana se baseia na realidade dos fatos e na objetividade,  a imprensa brasileira assume um papel de intérprete da realidade. Em outra versão, o Ministério Público é colocado ao lado da imprensa, cumprindo indevidamente essa função de quarto poder do Estado.